# 4291 Кодайхасу
4291 Кодайхасу (4291 Kodaihasu) — астероїд головного поясу, відкритий 2 листопада 1989 року.
Тіссеранів параметр щодо Юпітера — 3,212.